# Tetraleurodes melanops
Tetraleurodes melanops és un hemípter del gènere Tetraleurodes de la família dels Aleiròdids.
L'espècie va ser descrita científicament per primera vegada per Cockerell el 1903.